# Nacaduba glenis
Nacaduba glenis är en fjärilsart som beskrevs av Holland 1900. Nacaduba glenis ingår i släktet Nacaduba och familjen juvelvingar. Inga underarter finns listade i Catalogue of Life.